# Pšecha
Il Pšecha (in russo  Пшеха?; in lingua adighè: Пщыхьэ) è un fiume della Russia europea meridionale, affluente di sinistra della Belaja. Scorre nell'Adighezia e nel Territorio di Krasnodar.
Ha origine tra le vette dei monti Fišt e Pšecho-Su. Il fiume scorre prevalentemente in direzione settentrionale. Sfocia nella Belaja a 74 km dalla foce, vicino alla città di Belorečensk. La lunghezza del fiume è di 139 km. L'area del suo bacino è di 2 090 km².